# لسکووتس ناد موراویتسی
لسکووتس ناد موراویتسی (به چکی: Leskovec nad Moravicí) یک منطقهٔ مسکونی در جمهوری چک است که در شهرستان برونتال واقع شده‌است. لسکووتس ناد موراویتسی ۱۵٫۵۹ کیلومتر مربع مساحت و ۴۶۱ نفر جمعیت دارد و ۵۱۰ متر بالاتر از سطح دریا واقع شده‌است.